# Střevač
Obec Střevač se nachází v okrese Jičín, kraj Královéhradecký. Žije zde 279 obyvatel.

## Historie
První písemná zmínka o obci pochází z roku 1340, kdy ji vlastnil dle latinského zápisu „Sdesso“ Straník ze Střevače a Nadslavi, totožný patrně se Zdenkem Straníkem, připomínaným roku 1361. Roku 1460 se uvádí Petr na Třevači a roku 1654 dokonce městys Trzewacze.

## Pamětihodnosti

### Boží muka
Boží muka se nalézají u křižovatky silnic III. třídy směřujících do Nadslavi a Batína asi 500 m západně od centra obce Střevač. Pilířová boží muka jsou umístěna na nízkém soklu s římsou, na které stojí pilíř s reliéfem Panny Marie umístěným ve středu pilíře. Na soklu je vytesán letopočet A 1759. Pilíř je zakončen rovněž římsou, na které je umístěna kaplice, s volutovými ozdobami po stranách a s reliéfem krucifixu a lebky uprostřed přední části. Kaplice je zakončena kamennou koulí. Pískovcová boží muka jsou tradičním krajinotvorným prvkem dokládajícím práci neznámého barokního sochaře z roku 1759 a jsou chráněna od 18. dubna 2002 jako kulturní památka ČR. Národní památkový ústav tyto boží muka uvádí v katalogu památek pod rejstříkovým číslem ÚSKP 51953/6-6268.

### Další pamětihodnosti
- Sloup se sochou Panny Marie Immaculaty
- Sousoší Kalvárie
- Socha svatého Jana Nepomuckého, barokní z poloviny 18. století
- Sloup se sochou svatého Floriána
- Socha sv. Václava se staroboleslavským paládiem na krku, z roku 1890
- Barokní sýpka v jižní části vesnice

## Části obce
- Střevač
- Batín
- Nadslav
- Štidla

Od 30. dubna 1976 do 23. listopadu 1990 k obci patřily i Chyjice.

## Sousedící obce
- Chyjice
- Bukvice
- Bystřice

## Galerie

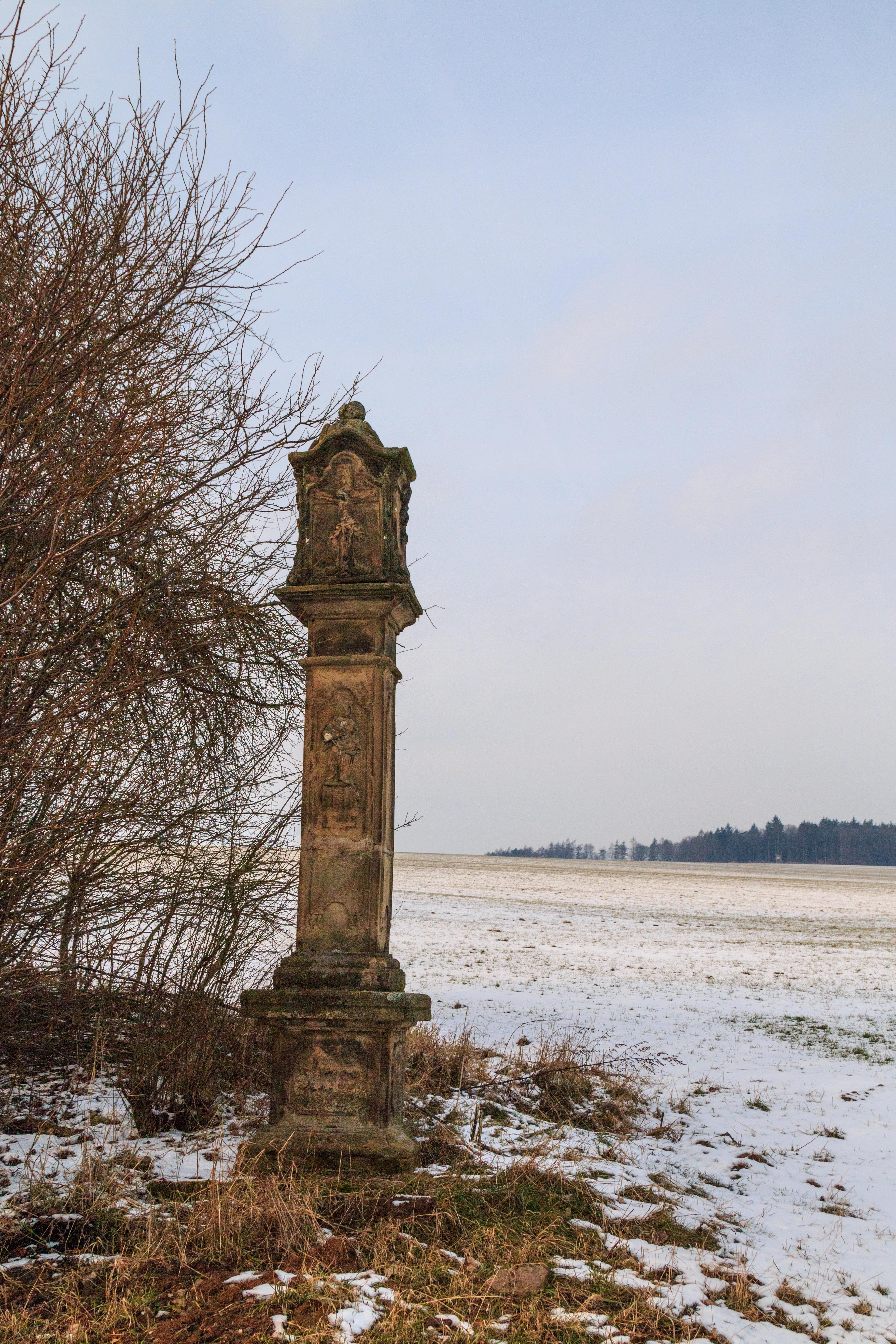
Boží muka u Střevače
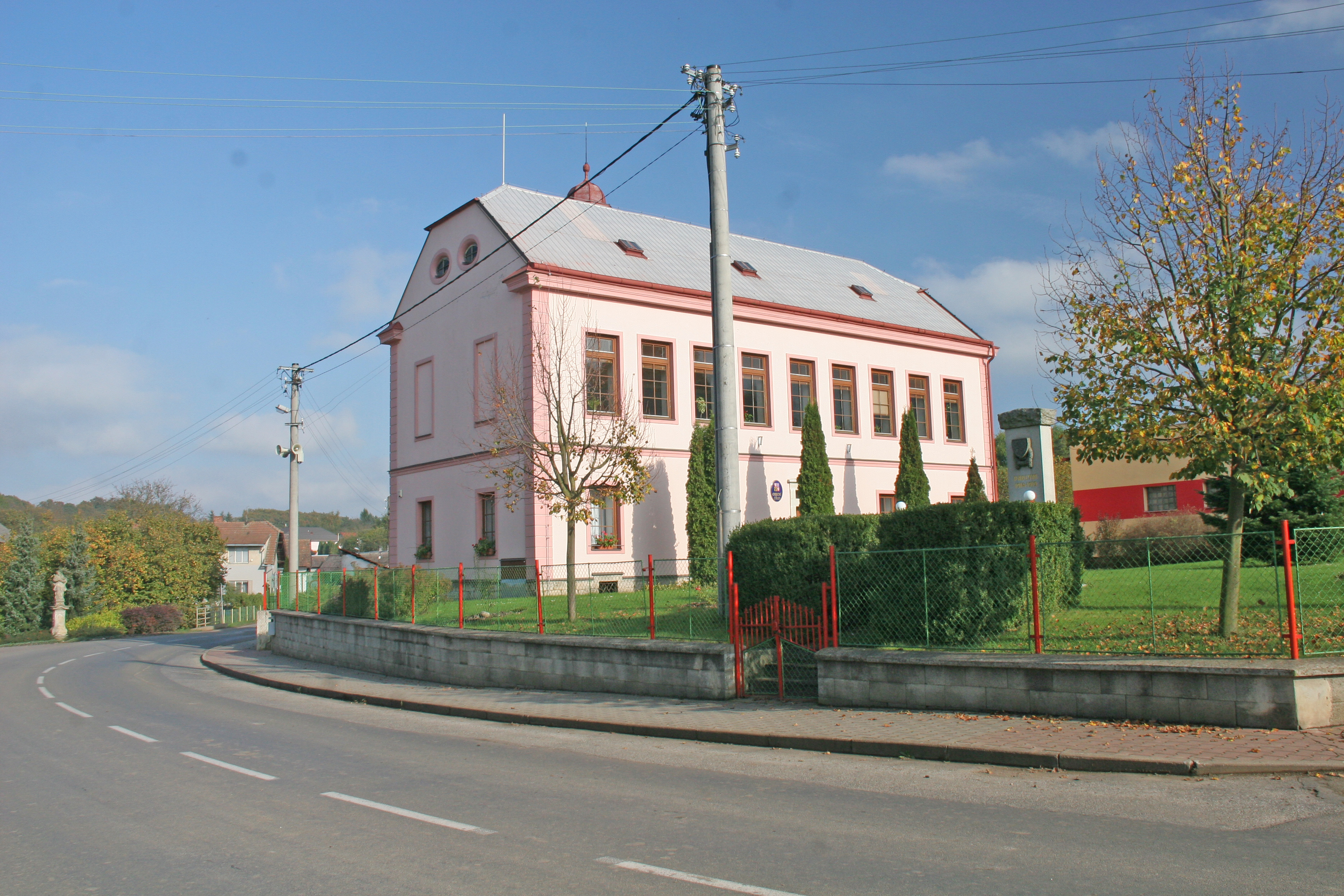
Obecní úřad obce Střevač
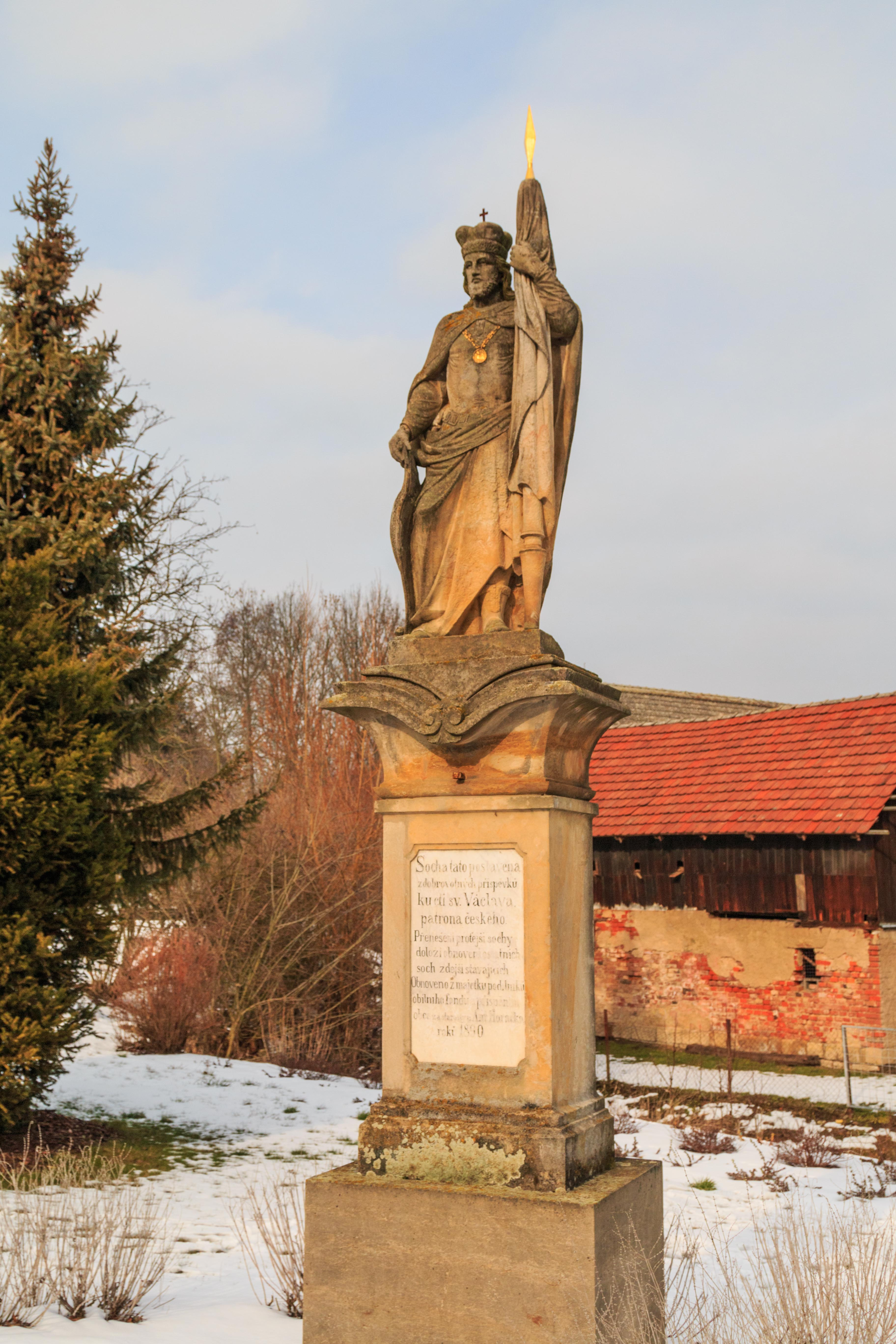
Socha svatého Václava ve Střevači
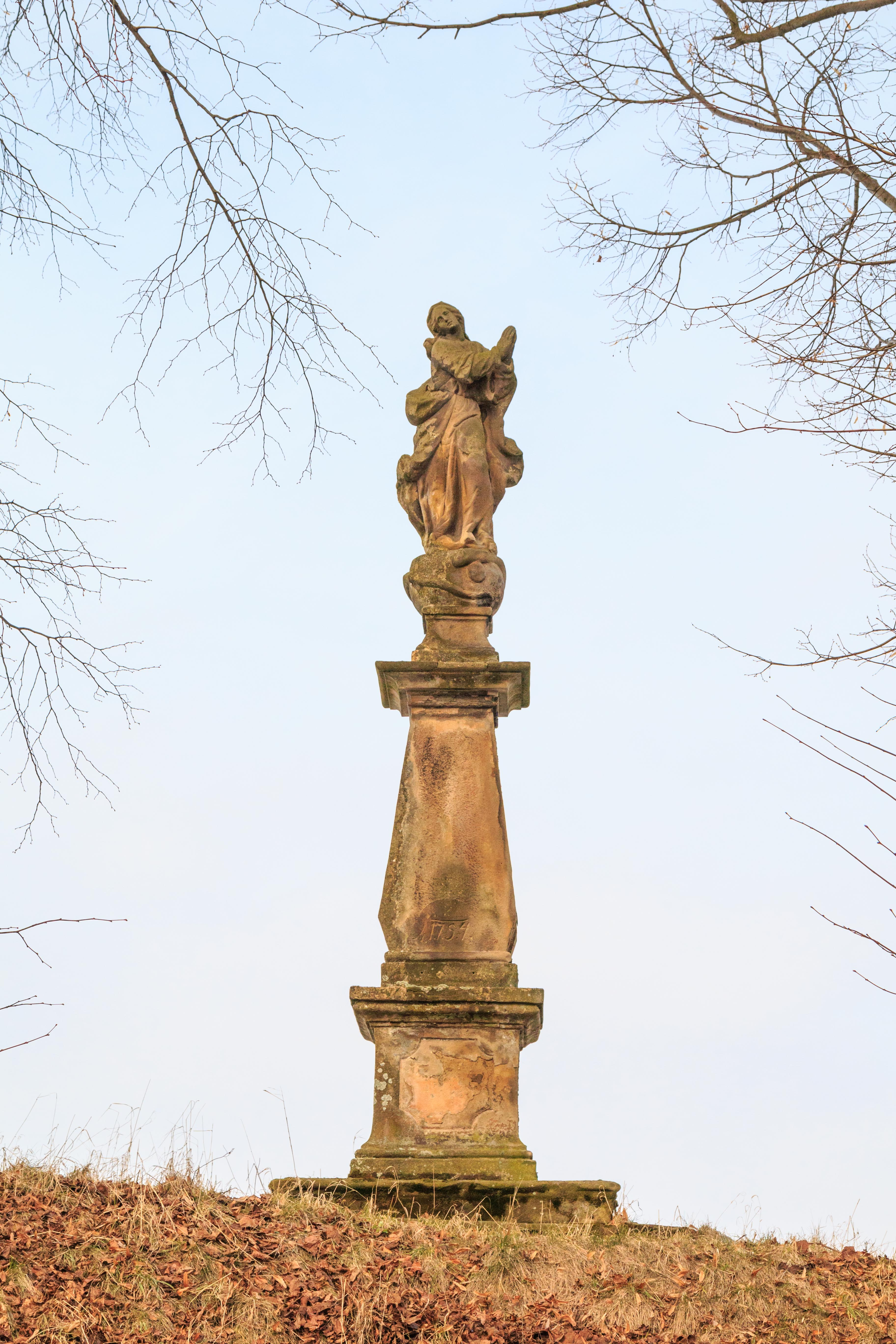
Sloup se sochou Panny Marie